# 이현재 (1988년)
이현재(李賢宰, 1988년 4월 12일 ~ )는 메이트의 멤버이다. 현재 남성 3인조 그룹 에덴(EDEN)의 멤버로 드럼을 담당하고 있다. 2009년 메이트 1집 앨범 [Be Mate]로 데뷔하였다. 중국에서 신인상을 수상하였다.

## 학력
- 백제예술대학
- 경희사이버대학교

## 음악 활동
- 2008년 영화 과속스캔들 OST 세션 참여
- 2009년 메이트 1집 Be Mate
- 2010년 메이트 미니앨범 With Mate
- 2011년 메이트 싱글앨범 Transform
- 2011년 영화 플레이 OST
- 2013년 KBS2TV 광고천재 이태백 OST
- 2014년 MBC 월화드라마 야경꾼 일지 OST

## 출연작

### TV방송
- 2012년 : tvN 닥치고 꽃미남 밴드 - 장도일 역
- 2012년 : 채널A 컬러 오브 우먼 - 제이슨 허 역
- 2013년 : KBS2 직장의 신 - 훌리세사 역
- 2013년 : MBC every1 무작정 패밀리 시즌3 - 이현재 역
- 2016년 : MBC 황금어장 라디오스타
- 2017년 : KBS2 그녀를 찾아줘 - 얀 역
- 2017년 : 중국 후난위성TV 사미인

### 영화
- 플레이 (2011년) - 현재 역
- 소시대3 - 자금시대 (2014년) - 네일 역
- 소시대4 : 영혼진두 (2015년)
- 연애중의도시 (2015년)
- 남신시대 2 (2015년)

## CF
- 2009년 U.G.I.Z
- 2009년 콜드스톤
- 2009년 SKT밴드 '런칭' 편
- 2010년 롯데리아 한우 레이디 버거
- 2012년 H&T
- 2016년 동서식품 맥스웰하우스